# 現代Rotem CJ151型電力動車組
現代Rotem CJ151電力動車組（英語：Hyundai Rotem CJ151）是新加坡地鐵（MRT）裕廊区域线的第一代電聯車，由現代Rotem生產，合約編號為J151。62列3節編組的現代Rotem中型列車（186個車卡）將於2024年起付運，並於2027年隨該線開通而投入服務。

## 設計與特色
該款列車的車身採用以藍綠色為主調的塗裝，以呼應該線在地鐵路線圖上的代表顏色。列車設計具有時尚的現代外觀，配備與C951/C951A和CR151列車大為相似、棱角分明的LED車頭燈組件。該款列車的車門闊度為1.5米，較現有列車的1.45米為闊，以加快乘客上落車的速度。每節車廂將會備有一個可容納輪椅使用者和摺叠式嬰兒車的多用途空間（open area），與現有列車安排（部份車廂設有一個輪椅停放區）略有不同。
該款列車亦包含多項功能，以促進更高效的車輛及軌道保養工作，如先進的狀態監測感應器和診斷系統，好使鐵路人員提前發現故障情況。此外，部份列車亦配備由鏡頭、激光和感應器組成的自動軌道檢測（ATI）系統，實時檢測軌道缺陷情況。列車上亦備有車載緊急電池，以使車長在斷電的情況下仍能將列車駛往最近的車站並疏散乘客，為新加坡地鐵車輛中首見。雖然現有動車組亦備有緊急電池，但該等電池只提供緊急通風及照明，供乘客於疏散到軌道時使用。
列車製造商亦會採用由現有供應商提供、用於同一地鐵系統中其他鐵路車輛上的零件和系統，以容許不同鐵路車輛間的更大共性，從而簡化維修流程。

## 投標
J151合約下的列車投標程序於2019年6月13日結束，合共收到4份標書。陆路交通管理局將所有標書列入候選名單，並已公佈有關結果。
| 序號 | 投標者名稱 | 金額（新加坡元） |
| ---- | --- | ---------------- |
| 1    | 龐巴迪（新加坡）私人有限公司                                                                                              | 546,619,188.80   |
| 2    | 川崎重工業株式會社／川崎重工業（新加坡）私人有限公司 & 中车青岛四方机车车辆財團／中車青島四方鐵路車輛服務私人有限公司財團 | 446,028,000.00   |
| 3    | 現代Rotem株式會社 | 396,180,000.00   |
| 4    | 阿爾斯通交通股份公司／阿爾斯通交通（新加坡）私人有限公司                                                                  | 566,491,507.00   |

註：陸路交通管理局宣佈，批出予現代Rotem株式會社的合約金額為416,499,000.00新加坡元